# Рост, Юрий Михайлович
Ю́рий Миха́йлович Рост (род. 1 февраля 1939, Киев, СССР) — советский и российский фотограф и журналист, писатель, актёр, телеведущий. Член попечительского совета благотворительного фонда «Созидание», лауреат Государственной премии России (2000).

## Биография
Родился в Киеве в актёрской семье. Отец — Моисей Аронович (Михаил Аркадьевич) Рост (1907 — 25 августа 1987), актёр Киевского русского театра драмы, Киевского ТЮЗа на Липках, заслуженный артист Украинской ССР, в 1941 году, имея бронь, возможность работать в фронтовых бригадах, 27 июня ушёл добровольцем на фронт, батальонный комиссар, старший политрук, награждён орденами и медалями. Мать была домохозяйкой, заботилась об отце, который вернулся с войны инвалидом.
В 1961 году окончил Киевский институт физкультуры, в 1967 году — факультет журналистики Ленинградского государственного университета. Состоял в комсомоле.
В 1967—1979 годах — специальный корреспондент газеты «Комсомольская правда».
С 1979 года — обозреватель и фотокорреспондент еженедельника «Литературная газета».
С 1994 по 1998 год — автор и ведущий программы «Конюшня Юрия Роста» (до 1997 года на телеканале НТВ, затем на телеканале «REN-TV»).
С 1995 года — член Совета гарантов еженедельника «Общая газета».
С 1997 года — обозреватель и фотокорреспондент газеты «Московские новости».
Работал в «Общей газете» до мая 2002 года. Впоследствии — обозреватель «Новой газеты».
В марте 2014 года вместе с рядом других деятелей науки и культуры выразил своё несогласие с политикой российской власти в Крыму.

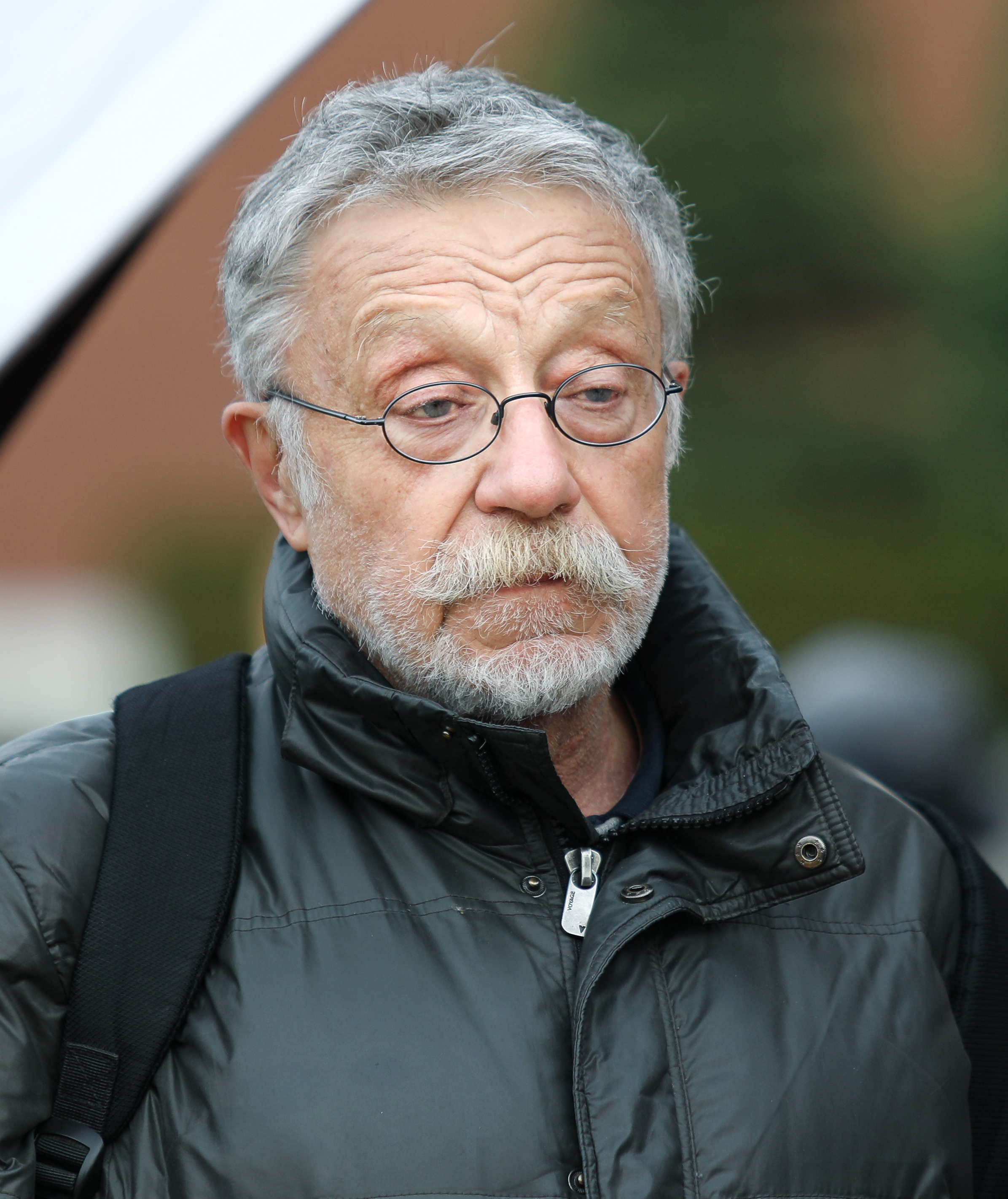
Юрий Рост в 2017 году

С октября 2015 года — автор и ведущий документального цикла «Рэгтайм, или Разорванное время» на телеканале «Россия-Культура».

## Фильмография
- 1991 — Эльза — человек, смотревший видео об избиении демонстрантов
- 1993 — Настя — телевизионщик
- 1995 — Орёл и решка — участковый врач-терапевт
- 1997 — Вальс-бостон — камео
- 2000 — Фортуна — Борис Васильевич Митюков, кандидат в губернаторы
- 2004 — Кодекс чести-2. Фильм № 1 «Свидетель должен умереть» — Петров
- 2006 — Сады осенью (Франция)
- 2010 — Шантрапа (Грузия, Франция) — дипломат
- 2020 — Нос, или Заговор «не таких» — камео

## Награды
- 1994 — Программа «Конюшня Юрия Роста», наряду с программой «Намедни», телекритиками — участниками телерейтинга газеты «Известия», была признана лучшей программой года.
- 1999 — Лауреат Царскосельской художественной премии.
- 2000 — Государственная премия Российской Федерации в области литературы и искусства за цикл фотографий «Групповой портрет на фоне века»[7].
- 2000 — Орден Чести Грузинской республики.
- 2001 — Премия «Триумф» за высшие достижения в литературе и искусстве.
- 2004 — Премия Союза журналистов России «Золотое перо России»[8] за книгу «Люди, какими их увидел и описал Юрий Рост».
- 2005 — Премия правительства РФ в области печатных средств массовой информации.
- 2008 — Фотоальбом «Групповой портрет на фоне века» был назван «Книгой года» на XXI Московской международной книжной выставке.
- 2013 — Диплом «Академии дураков».
- 2020 — Благодарность Президента Российской Федерации (20 ноября 2020 года) — за вклад в организацию и проведение мероприятий по увековечению памяти и празднованию 100-летия со дня рождения Д. А. Гранина[9].